# José Antonio de Armas Chitty
José Antonio de Armas Chitty (Caracas, Venezuela, 30 de noviembre de 1908 – Caracas, Venezuela, 6 de octubre de 1995) fue un historiador, poeta, cronista, ensayista, biógrafo e investigador venezolano.

## Biografía
José Antonio de Armas Chitty nació en Caracas el 30 de noviembre de 1908. Sus padres fueron Antonio de Armas Matute y María Chitty. A los 6 años se trasladó a Santa María de Ipire, estado Guárico, donde vivió hasta los 27 años. 
Se incorporó al Instituto de Antropología e Historia de la Universidad Central de Venezuela (UCV) en 1949. Desde entonces fue jefe de los departamentos de Historia Colonial e Historia Republicana de la UCV. Fue profesor de la UCV desde 1956. 
En 1950 fue director de publicaciones del Consejo Venezolano del Niño, cargo que ocupó hasta 1952. Entre 1952 y 1964 fue supervisor de la sección cultural del Departamento de Relaciones Públicas de la Creole Petroleum Corporation.
Desempeñó varios cargos en la administración pública tales como: director de política de gobierno del estado Guárico  (1938), encargado de la secretaría de gobierno del estado Monagas (1939), jefe civil del distrito Monagas (1939), jefe de la secretaría de la presidencia del estado Zulia (1941-1943) y jefe de la secretaría del Ministerio de Educación de Venezuela (1969-1971).
De Armas Chitty escribió para varios periódicos y revistas, tanto de Venezuela como de Lima, Buenos Aires y Madrid. Fue colaborador del diario El Nacional de Caracas durante 15 años.
En 1957 llegó a ser miembro correspondiente de la Academia Venezolana de la Historia. El 10 de enero de 1979 salió electo como individuo de número de esa academia. Ocupó el cargo de secretario de la academia entre1983 y 1991. Murió en Caracas el 6 de octubre de 1995.

## Obras
Libros de historia
- Zaraza, biografía de un pueblo (1949)
- Origen y formación de algunos pueblos de Venezuela (1951)
- Historia de la tierra de Monagas (1956)
- Documentos para la historia colonial de los Andes venezolanos (1957)
- Tucupido, formación de un pueblo del Llano (1961)
- Vocabulario del hato (1961)
- Guayana, su tierra y su historia (1964)
- Fermín Toro y su época (1966)
- Caracas: origen y trayectoria de una ciudad (1967)
- Influencia de algunas capitulaciones en la geografía de Venezuela (1967)
- Vida política de Caracas en el siglo XIX (1969)
- La Batalla de Carabobo. Antecedentes y efectos (1971)
- Juan Francisco de León. Diario de una insurgencia (1971)
- Historia de Puerto Cabello (1974)
- Historia de la radiodifusión en Venezuela (1975)
- Boves a través de sus biografías (1976)
- Historia de Paraguaná y Punto Fijo (1978)
- Historia del Guárico (1978)
- El Mocho Hernández. Papeles de su archivo (1978)
- Caracas habla en documentos (1979)
- San Miguel del Batey. Población del siglo XVII (1980)
- Semblanzas, testimonios y apólogos (1981)

Poemas
- Candil, romances de la tierra (1948)
- Tiempo del aroma (1948)
- Retablo (1950)
- Cardumen. Relatos de tierra caliente (1952)
- Islas de pueblos (1954)
- Canto solar a Venezuela (1967)
- Territorio del viento (1977)

Discurso
- Aventura y circunstancia del llanero. Ganadería y límites del Guárico

## Premios y condecoraciones
- 1945 Premio Nacional de Romances
- 1946 Premio de la revista Elite por el soneto Homenaje a Ciudad Bolívar
- 1947 Premio de la Casa del Guárico por el poema Canto a la mujer y a la tierra
- 1950 Premio Municipal de Prosa por Zaraza, biografía de un pueblo
- 1962 Premio Nacional de Literatura de Venezuela por Tucupido, formación de un pueblo del Llano
- 1969 Orden Andrés Bello
- 1970 Medalla de Oro de la Orden 27 de Junio
- 1973 Orden de Alfonso X el Sabio
- 1973 Orden del Libertador
- 1976 Orden de Andrés Bello
- 1991 Doctor honoris causa de la Universidad Católica del Táchira
- 1991 Doctor honoris causa de la Universidad Nacional Experimental Rómulo Gallegos (UNERG)